# Borntal
Koordinaten: 51° 23′ 1″ N, 11° 24′ 52″ O
Das Borntal ist ein Naturschutzgebiet in der Stadt Allstedt im Landkreis Mansfeld-Südharz in Sachsen-Anhalt.
Das Naturschutzgebiet mit dem Kennzeichen NSG 0107 ist 87,85 Hektar groß. Es ist größtenteils Bestandteil des FFH-Gebietes „Borntal, Feuchtgebiet und Heide bei Allstedt“ und wird vom Landschaftsschutzgebiet „Unstrut-Triasland“ umgeben. Es steht seit dem 1. Mai 1961 unter Schutz. Zuständige untere Naturschutzbehörde ist der Landkreis Mansfeld-Südharz.
Das Naturschutzgebiet liegt südöstlich von Allstedt am Rand des Ziegelrodaer Forst. Es stellt vielfältige, naturnahe Waldgesellschaften im Übergangsbereich vom Harz zum Mitteldeutschen Trockengebiet unter Schutz. Die Waldgesellschaften sind auf schattigen Oberhängen als Hainsimsen-Rotbuchenwald ausgebildet. Die Krautschicht wird von Schmalblättriger Hainsimse, Waldreitgras, Echtem Wurmfarn, Frauenfarn und Waldsauerklee charakterisiert. An feuchten Standorten ist außerdem Waldrispengras zu finden. Auf mageren Standorten stocken zusätzlich Traubeneichen. An besonnten Oberhängen gehen die Waldgesellschaften in Waldlabkraut-Traubeneichen-Hainbuchenwald über. Hier wird die Krautschicht von Waldreitgras, Zweiblättriger Schattenblume und Hainsimsenarten dominiert. An den Unterhängen stockt krautreicher Waldlabkraut-Traubeneichen-Hainbuchenwald mit Geflecktem Lungenkraut, Waldziest, Gewöhnlicher Haselwurz und Geflecktem Aronstab, an feuchten Hangfüßen kleinflächig auch Moschuskraut-Bergahornwald mit Hohlem Lerchensporn, Einbeere, Märzenbecher und Gelbem Eisenhut. In Tallagen des Borntals stockt Winkelseggen-Eschenwald.
Das Naturschutzgebiet ist u. a. Lebensraum verschiedener Vögel. So sind hier Mittel-, Grau-, Klein- und Schwarzspecht anzutreffen, die alle auch hier brüten. Weiterhin finden z. B. Hohltaube, Kolkrabe, Rotmilan und Wespenbussard geeignete Lebensbedingungen.
Das Naturschutzgebiet ist nahezu vollständig von weiteren Waldflächen umgeben. Im Norden grenzt es an landwirtschaftliche Nutzflächen.